# Lynne Griffin
Pour les articles homonymes, voir Griffin.
Lynne Griffin est une actrice canadienne, née le 17 septembre 1952  à Toronto.

## Filmographie

### Télévision
- 1970 : Drop-In (1 épisode) : Journaliste
- 1972 : Leaving Home (téléfilm)
- 1974 : The Play's the Thing (1 épisode)
- 1974 : The Collaborators (1 épisode) : Jennie
- 1974 : Dr. Simon Locke (2 épisodes) : Ella / Kerri
- 1979 : For the Record (1 épisode)
- 1979 : The Great Detective (1 épisode) : Amy Brown
- 1979-1982 : Le Vagabond (2 épisodes) : Laura Bailey

- 1982 : La Mégère apprivoisée (téléfilm) : Bianca
- 1983 : The Magic of David Copperfield V (émission) : Emily
- 1984 : Toronto Trilogy (émission) : Mary, jeune
- 1985 : Comedy Factory (2 épisodes) : Melba / Vicki Atkin
- 1986 : Brigade de nuit (1 épisode) : Carla
- 1987 : Hitting Home (téléfilm) : Karen Hughes
- 1987 : À nous deux, Manhattan (2 épisodes) : Candice Alexander
- 1988 : War of the Worlds (1 épisode) : Amanda Burke
- 1989 : Men (1 épisode) : Isabel
- 1989 : How Do You Do? (7 épisodes) : Frankie Stone

- 1992 : Un drôle de shérif (1 épisode) : Karina Shaw
- 1993 : New York Police Blues (1 épisode) : Janice Bowman
- 1996 : Haute finance (1 épisode) : Isabelle Gordon
- 1997 : Riverdale (1 épisode) : Alice
- 1997 : Au risque de te perdre (téléfilm) : La réceptionniste de la clinique
- 1997-2001 : Wind at My Back (31 épisodes) : Callie Cramp
- 1998-2000 : Oui-Oui (22 épisodes) : Dinah Doll
- 1999 : Un don surnaturel (téléfilm) : Infirmière Béatrice
- 1999 : Dear America: So Far from Home (téléfilm) : Tante Nora
- 1999 : La Tempête du siècle (mini-série) : Jane Kingsbury

- 2000 : Harlan County War (téléfilm) : Madame Yarborough
- 2000 : A Taste of Shakespeare (1 épisode) : Flute
- 2001 : Un amour infini (téléfilm) : Nancy Tindle
- 2001 : Invasion planète Terre (1 épisode) : Louise Jacobi
- 2003 : Bugs (téléfilm) : L'experte médicale
- 2003 : Contamination mortelle (téléfilm) : Blanche
- 2003 : Odyssey 5 (1 épisode) : Dr. Ellie Woodruff
- 2003 : Sue Thomas, l'œil du FBI (1 épisode) : Beatrice Larkin
- 2003 : Touchée en plein cœur (2 épisodes) : Millicent Collins
- 2004 : Puppets Who Kill (1 épisode) : Femme #1
- 2004 : The Murdoch Mysteries (1 épisode) : Madame Wicken
- 2004 : ReGenesis (2 épisodes) : Francis
- 2005 : Felicity - Une jeune fille indépendante (téléfilm) : Madame Templeton
- 2006 : La Fille du Père Noël (téléfilm) : Madame Claus
- 2006 : Between Truth and Lies (téléfilm) : Ruth Muhike
- 2007 : Sœurs de cœur (téléfilm) : Mabel
- 2007 : 72 Hours: True Crime (1 épisode) : Dorothy Ortiz
- 2007 : 'Til Death Do Us Part (1 épisode) : Madame Tyler
- 2008 : Anne of Green Gables: A New Beginning (téléfilm) : Ruth Bridgewater
- 2009 : La Fille du Père Noël 2 : Panique à Polaris (téléfilm) : Madame Claus

- 2010 : Quand l'amour ne suffit plus : L'Histoire de Lois Wilson (téléfilm) : Annie Smith
- 2010 : Lost Girl (1 épisode) : Halima
- 2010 : Pure Pwnage (1 épisode) : Beverly
- 2010 : Happy Town (5 épisodes) : Dot Meadows
- 2011 : XIII, la série (1 épisode) : Maureen Dirkin
- 2011 : Michael: Every Day (4 épisodes) : Madame Bronfman
- 2012 : Warehouse 13 (1 épisode) : Dr. Nina Golden
- 2012 : Le Chat chapeauté (1 épisode)
- 2013 : Le bonheur au pied du sapin (téléfilm) : Betty
- 2013 : Call Me Fitz (1 épisode) : Juge Joyce
- 2014 : Remedy (1 épisode) : Helga Knorpf
- 2014 : Les Enquêtes de Murdoch (1 épisode) : Madame Dewar
- 2015 : Odd Squad (1 épisode) : Madame Mac
- 2016 : Wrong Side Up (1 épisode) : Thelma
- 2017 : Flint (téléfilm)
- 2017 : Kim's Convenience (1 épisode) : Madame Angela
- 2017-2018 : Dot. (2 épisodes) : Nana
- 2018 : Fahrenheit 451 (téléfilm) : La vieille femme
- 2018 : Frankie Drake Mysteries (1 épisode) : Madame Burns-Higgins
- 2019 : Trapped: The Alex Cooper Story (téléfilm) : Grand-mère
- 2020 : The Boys (1 épisode) : Lois
- 2021 : Le sortilège de Noël (téléfilm) : Rhonda P. Magyk
- 2021 : Le Marché de Noël providentiel (téléfilm) : Mary Hawkins
- 2022 : Quand l'amour frappe à la porte (téléfilm) : Grand-mère
- 2022 : TallBoyz (1 épisode) : Liver
- 2022 : Workin' Moms (1 épisode) : Beverly Berner
- 2023 : Blue et ses amis (1 épisode) : Grand-mère Cayenne
- 2023 : Ginny & Georgia (2 épisodes) : Professeur d'anglais

### Cinéma
- 1974 : Black Christmas : Clare Harrison

- 1980 : Mr. Patman : Monica
- 1981 : L'Homme de Prague : Sarah
- 1983 : Curtains, l'ultime cauchemar : Patti O'Connor
- 1983 : Strange Brew : Pamela Elsinore
- 1985 : Le garçon qui venait des cieux : La serveuse

- 1991 : Double Identité : Emilia

- 2006 : One Way

- 2011 : Dream House : Sadie
- 2013 : Let's Rap (court-métrage) : Rhoda Schnurr
- 2014 : True Man (court-métrage)
- 2015 : 88 : Hattie
- 2018 : Club Six (court-métrage) : Minnie
- 2018 : Tuesdays and Thursdays (court-métrage) : Shirley
- 2019 : Samanthology : Shirley
- 2019 : Chicken (court-métrage) : Anna
- 2020 : Mourn (court-métrage) : Amy
- 2020 : Premium Service (court-métrage) : Ruth
- 2021 : Under Milk Wood
- 2021 : Spidermama (court-métrage) : Spidermama
- 2022 : Open House (court-métrage) : Femme 1
- 2022 : Death & The Mysteries of Raising Powerful Children (court-métrage) : Carol
- 2023 : Thanksgiving : La Semaine de l'horreur (Thanksgiving) d'Eli Roth : grand-mère

## Voix françaises
- Janine Forney dans Mr. Patman (1980)
- Dorothée Jemma dans À nous deux, Manhattan (1987)
- Monique Thierry dans Sue Thomas, l'œil du FBI (2003)
- Frédérique Cantrel dans ReGenesis (2004)
- Nicole Favart dans XIII, la série (2011)